# Madīnāt
Madīnāt (persiska: مدینات) är en ort i Iran.   Den ligger i provinsen Khuzestan, i den centrala delen av landet, 600 km söder om huvudstaden Teheran. Madīnāt ligger 14 meter över havet och antalet invånare är 267.
Terrängen runt Madīnāt är mycket platt.Runt Madīnāt är det ganska tätbefolkat, med 144 invånare per kvadratkilometer. Närmaste större samhälle är Malīget, 13,8 km norr om Madīnāt. Trakten runt Madīnāt är ofruktbar med lite eller ingen växtlighet.